# 朱玛·杜尔迪·卡拉耶夫
朱玛·杜尔迪·卡拉耶夫（俄语：Джума́ Дурды́ Кара́ев，1909年12月28日（格里历：1910年1月10日）—1960年5月4日），土库曼人，苏联党和国家领导人。曾担任土库曼苏维埃社会主义共和国部长会议主席，土共中央第一书记等职。

## 生平
- 1909年12月28日（格里历：1910年1月10日）出生于沙俄外里海州拜拉姆阿里的一个土库曼贫农家庭。
- 1926年-1933年，拜拉姆阿里农学院学习。
- 1933年-1935年，拜拉姆阿里寄宿学校校长。
- 1935年-1937年，拜拉姆阿里教育中心教师，副主任。
- 1937年-1938年，当地集体农庄农艺师。
- 1938年-1941年，集体农庄机务站主任。1939年加入联共（布）。
- 1941年-1942年，土共（布）马雷州塔赫塔-巴扎尔区委第一书记。
- 1942年-1943年12月，土库曼苏维埃社会主义共和国国家控制副人民委员。
- 1943年12月-1947年1月，土共（布）科尔金州委第一书记。
- 1947年1月-1950年，土库曼苏维埃社会主义共和国农业部长。
- 1950年-1952年，联共（布）中央高级党校学习。
- 1952年-1958年1月，土共塔沙兹州委第一书记。
- 1958年1月-1959年1月，土库曼苏维埃社会主义共和国部长会议主席。
- 1958年12月-1960年5月，土共中央第一书记。
- 1960年5月4日逝世，享年50岁。

卡拉耶夫是苏共21大代表。第3-5届苏联最高苏维埃民族院代表，第3-5届土库曼苏维埃社会主义共和国最高苏维埃代表。

## 荣誉
- 四次列宁勋章
- 两次劳动红旗勋章
- 荣誉勋章